# 薮崎昭
薮崎 昭（やぶざき あきら、1928年（昭和3年）8月19日 -　）は日本の油彩画家。本来の表記は藪崎。

## 略歴・人物
1928年8月、福岡県久留米市で生まれる。本籍は静岡県焼津市。3歳の時、静岡市に移り、1941年、静岡市立城内尋常小学校卒業。1945年3月、静岡県立静岡中学校（61回）卒業。五年制の中学を戦争の激化で四年で繰り上げ卒業となり、1年上級の60回と同時に卒業した。終戦後間もなく父を亡くしたが、医者の兄が復員し生活できるようになると「公立なら美術学校に入ってもよい」と言われた。東京美術学校は当時、新制大学への移行の為募集せず、翌年受験規則書を取り寄せると、受験資格が学歴11年となっており、旧制中学繰り上げ卒業のため、受験に必要な学歴が一年足りず、新制となっていた母校に三年次編入した。美術教師の大村政夫から基礎を学び、高校在学中から山本丘人に師事した。1950年、静岡県立静岡城内高等学校（66回）卒業。同年、東京藝術大学美術学部日本画科入学。1954年、同大卒業。卒業制作『女』（200号）が大学買い上げとなった。
1969年、東京銀座の資生堂ギャラリーで初の個人展開催（油彩）。「日本画では、複雑で価値観が多様化している現代の姿を表現しにくかった。それで油絵を始めた」と語っている。その後、東京、静岡で個人展を開催。「芸術は個人が思想を表現する個人の営み。団体に入れば、干渉を受けることになる。自分の表現をするためには、不利で苦しいが、この生き方を貫くしかない」と、美術団体やグループに所属せず、個人展のみで発表を続け、独自の画境を追究した。1997年に母校の静岡高校に寄贈した「秋苑」（60号）は芸大3年時の作品。

## 著書
- 『藪崎昭作品集』 薮崎 昭 著 イーアート 2014.8
- 『藪崎昭作品集』	薮崎 昭 画 イーアート 2010.3
- 『明治大正ガラス百八十三器』 薮崎 昭 著 矢来書院 1976
- 『民器礼賛』（『小さな蕾』誌に5年間60回連載） 創樹社美術出版